# Spinebuster

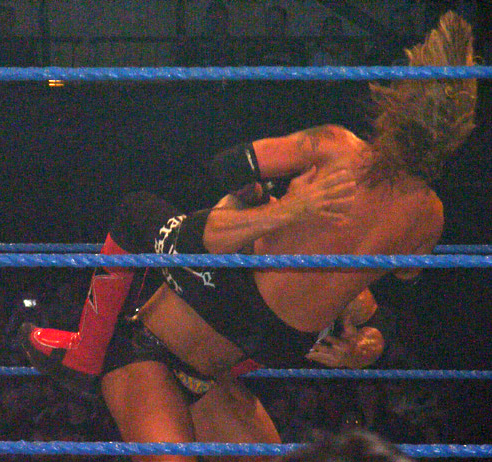

La Spinebuster è una mossa di wrestling tra le più comuni. Tale manovra viene eseguita ponendosi di fronte all'avversario, afferrando quest'ultimo intorno alla vita. L'esecutore alza l'avversario ed effettua una rotazione, facendo cadere a terra la vittima e buttandosi addosso a lui. Come per tutte le manovre utilizzate nel mondo del wrestling, anche la spinebuster prevede alcune varianti; nello specifico, è possibile non ricorrere alla rotazione o effettuare un movimento di 180°. Un'ulteriore variante è una spinebuster effettuata con l'aiuto di un solo braccio, mentre l'esecutore resta in piedi.

## Varianti

### Spinning Spinebuster
Una spinebuster con la caratteristica che durante il sollevamento viene eseguito un movimento di 180° dall'esecutore.

### Double Leg Slam
Si prende l'avversario dalla vita o dalle gambe, in modo che questi sia a testa in giù. L'esecutore lancia in avanti sopra la propria testa l'avversario, tenendo le sue gambe e facendo colpire la schiena dell'avversario contro il ring.

#### Reverse Waterwheel Slam
Questa è una variante dello slam a ruota libera in cui il lottatore afferra il suo avversario per le gambe proprio come nella versione normale, ma invece di spingere l'avversario all'indietro, si siede e lo sbatte a faccia in giù mentre gli tiene ancora le gambe intorno alla testa.

#### Inverted Waterwheel Slam
Questa variazione ha una configurazione simile a quella del vertebreaker piledriver, con il lottatore che tiene la schiena dell'avversario contro la sua schiena e aggancia le gambe dell'avversario invece delle sue braccia. Il lottatore quindi lancia l'avversario sopra la testa mentre lancia entrambe le gambe in avanti, sbattendolo a faccia in giù.

#### Inverted Double Leg Slam
Conosciuto anche come Alabama Slam invertito , questa mossa di solito inizia con l'avversario seduto in una posizione elevata come il tenditore superiore, con il lottatore attaccante, in piedi di fronte a lui e rivolto nella stessa direzione, posizionando le gambe dell'avversario sopra le spalle. Quindi il lottatore attaccante si stacca dal tenditore, in modo che l'avversario sia tenuto a testa in giù in una posizione schiena contro schiena. Da questa posizione il lottatore attaccante si piega, capovolgendo l'avversario sopra la testa e sbattendolo sul tappeto a faccia in giù.

### High-Impact Spinebuster
Comunemente usata da Booker T come 110th Street Slam , questa variazione ricorda da vicino uno slam a due gambe, ma il lottatore solleva semplicemente l'avversario su una spalla, piuttosto che mettere prima la testa tra le gambe dell'avversario.

### Release Spinebuster
Il lottatore inizia affrontando l'avversario e poi lo afferra per la vita, lo solleva e lo rilascia prima sul tappeto. È stata usata come mossa distintiva da "Stone Cold" Steve Austin , che l'ha resa popolare, e successivamente da Nia Jax.

### Sitout Spinebuster
Il lottatore inizia affrontando il suo avversario. Quindi afferra l'avversario intorno alla vita o sotto le braccia, lo solleva e lo lancia in avanti sulla schiena o lo sbatte a terra mentre si lascia cadere in posizione seduta. Il lottatore si aggrappa alle gambe dell'avversario per un tentativo di caduta. Questa mossa è usata come mossa finale da Titus O'Neil che la chiama Clash of the Titus .

#### Sitout Side Slam Spinebuster
Una leggera variazione è il sitout side slam spinebuster in cui l'avversario viene sollevato come un side slam ma lasciato cadere in un sitout spinebuster. 

#### Hammerlock Sitout Spinebuster
Una Spinebuster che viene eseguita partendo da una posizione di Hammerlock e accompagnando la vittima nella caduta aumentando l'impatto e in modo da poter effettuare uno schienamento direttamente in seguito alla spinebuster.

#### Lifting Sitout Spinebuster
Una Spinebuster che viene effettuata lanciando l'avversario alle corde sfruttando il loro rimbalzo, che viene eseguita accompagnando la vittima nella caduta aumentando l'impatto e in modo da poter effettuare uno schienamento direttamente in seguito alla spinebuster.

### Lifting Spinebuster
Questa variazione del spinebuster vede l'attaccante afferrare l'avversario per la vita, sollevarlo e lanciarlo in avanti senza atterrare sulla parte superiore dell'avversario.

#### Thrust Spinebuster
Viene effettuata solitamente da fermo mettendo una mano nella zona della gola all'avversario in modo da poter dare più potenza all'impatto.

#### Standing Thrust-Release Spinebuster
Viene effettuata afferrando una gamba e il petto dell'avversario, sollevandolo, per poi sbatterlo per terra rimanendo in piedi.

### Side Slam Spinebuster
Questa è un'altra variante del sollevamento della colonna vertebrale in cui il lottatore sta accanto al suo avversario, afferra la sua vita come in uno schianto laterale e poi aggancia la gamba dell'avversario con il suo braccio libero prima di sollevarlo e sbatterlo. È stato utilizzato anche dall'ex membro del Nexus, David Otunga come "The Verdict".

### Gorilla Press Spinebuster
Un gorilla press in cui l'utente lascia cadere l'avversario e lo gira di 90 gradi, lasciandolo poi cadere sulla spalla rivolto nella direzione opposta rispetto all'attaccante, prima di essere spinto a terra in una manovra di spinebuster. Goldberg ha usato la mossa come firma.

### Pop-Up Spinebuster
Questa mossa inizia con l'avversario che si precipita verso l'attaccante o con l'attaccante che afferra l'avversario. L'attaccante quindi lancia l'avversario verticalmente in aria prima di eseguire uno spinebuster in posizione inginocchiata. Questa è stata usata come mossa caratteristica dall'ex lottatrice di Impact Rachael Ellering .

### Side Spinebuster
Conosciuto anche come sollevamento laterale della vita, la mossa inizia con un lottatore che afferra un lato della parte superiore del corpo dell'avversario con un braccio. Quindi avvolge il braccio attorno alla parte superiore del corpo dell'attaccante e l'altro braccio attorno a una delle sue gambe prima di sbatterlo a terra. Utilizzato come finisher dall'ex wrestler WWE Lars Sullivan, sotto il nome di "Freak Accident".

### Falling Spinebuster
Questo è principalmente usato come manovra di tag team contro un singolo avversario. Inizia con due lottatori che affrontano un singolo avversario che corre verso di loro, i partner del tag team procedono quindi a catturare il loro avversario. Uno di loro gli afferra una gamba con un braccio e mette la mano sul petto dell'avversario, e così fa il suo compagno. Quindi entrambi spingono con forza l'avversario verso il basso, sbattendolo, mentre entrambi cadono su un fianco.

### Kneeling Spinebuster
Una delle variazioni più comuni, inizia con un lottatore che afferra un avversario non in carica, agganciandogli l'anca e una delle gambe con le braccia prima di sbatterlo a terra mentre si inginocchia completamente a terra per esercitare più pressione.

### Fireman'S Carry Spinebuster
Il lottatore solleva l'avversario sulle spalle, nella posizione di trasporto del pompiere. Il lottatore afferra le gambe dell'avversario con entrambe le mani prima di uno spinebuster.

#### Fireman'S Carry Thrust Spinebuster
Il lottatore solleva l'avversario sulle spalle, nella posizione di trasporto del pompiere. Il lottatore afferra le gambe dell'avversario con entrambe le mani prima di uno spinebuster.

#### Fireman'S Carry Sitout Spinebuster
Il lottatore solleva l'avversario sulle spalle, nella posizione di trasporto del pompiere. Il lottatore afferra le gambe dell'avversario con entrambe le mani prima di uno spinebuster.

### Double Leg Hook Spinebuster
La mossa inizia con un wrestler che si trova davanti un avversario in corsa.
Il wrestler uncina entrambe le gambe dell'avversario con le sue braccia, per poi schiantarlo per terra inginocchioandosi.

### Snap Spinebuster
In questa variante simile ad un Double Leg Takedown, il wrestler afferra entrambe le gambe dell'avversario per pou schiantarlo velocemente a terra con uni scatto.

### Suplex Spinebuster
La mossa inizia con un lottatore che afferra il suo avversario in una presa suplex da pescatore. Quindi procede a sollevare l'attaccante in alto sulla testa prima di sbatterlo violentemente in posizione seduta.

### Turnbuckle Spinebuster
Questa può essere una variazione del running spinebuster o una mossa a sé stante. Inizia con un avversario che carica un lottatore e quando cerca di saltargli addosso per un attacco, il lottatore gli aggancia entrambe le gambe, o una delle sue gambe e la sua gola prima di eseguire uno spinebuster sul tenditore.

### Rolling Spinebuster
Il wrestler prende il solleva l'avversario nella classica spinebuster, afferrando un suo fianco ed una sua gamba, ma anziché spingerlo in avanti, lo schianta al tappeto di lato, spingendolo a terra con la testa, per poi tprnare con i piedi per terra con un movimento roteante.

### Double Spinebuster
Una Spinebuster eseguita in coppia.
I due wrestler compagni di squadra sollevano l'avversario il primo per una gamba e il secondo per l'altraz per poi schiantarlo sul tappetino rilasciandolo o cadendoci sopra.

### Ringpost Spinebuster
Quindi la variazione vede un lottatore afferrare entrambe le gambe di un avversario o afferrare un avversario a mezz'aria prima di correre rapidamente e sbatterlo in una posizione di spinebuster contro un palo del ring.